# 乌尔涅塔
乌尔涅塔（西班牙語：Urnieta）是西班牙巴斯克自治区吉普斯夸省的一个市镇。总面积22平方公里，总人口5518人（2001年），人口密度251人/平方公里。